# Cistudinella
Cistudinella là một chi bọ cánh cứng trong họ Chrysomelidae.
Chi này được Champion miêu tả khoa học năm 1894.

## Các loài
Chi này gồm các loài:
- Cistudinella foveolata Champion, 1893